# HMS Faulknor (H62)
«Фокнор» (H62) (англ. HMS Faulknor (H62) — військовий корабель, лідер ескадрених міноносців типу «F» Королівського військово-морського флоту Великої Британії за часів Другої світової війни.

## Історія створення
«Фокнор» був закладений 31 липня 1933 року на верфі компанії Yarrow Shipbuilders, Глазго. 24 травня 1935 року увійшов до складу Королівських ВМС Великої Британії.